# Lindy Booth
Lindy Booth (ur. 2 kwietnia 1979 w Oakville, Ontario) – kanadyjska aktorka.
Zagrała rolę Riley Grant w serialu Sławny Jett Jackson na kanale dla dzieci Disney Channel (Agent Hawk w odc. Silverstone) oraz Claudię w Łowcy skarbów (ang. Relic Hunter). Wystąpiła także w dwóch innych odcinkach serialu A Nero Wolfe Mystery na kanale A&E Networks oraz w kilku odcinkach serialu 4400 telewizji USA Network. Wystąpiła też jako Dodger Allen w głównej roli w filmie Kłamstwo (Cry Wolf) z 2005 oraz jako Nicole w remake'u filmu Świt żywych trupów (Dawn of the Dead) z 2004 roku. Zagrała także niewielkie role w Drodze bez powrotu (Wrong Turn) z Elizą Dushku oraz w American Psycho II. Występowała gościnnie w serialach CSI: Kryminalne zagadki Nowego Jorku i Zaklinacz dusz. W 2014 roku zagrała jedną z głównych ról w serialu Bibliotekarze.